# Rippenmolche
Die Rippenmolche (Pleurodeles) sind eine artenarme Gattung der Schwanzlurche, die auf der Iberischen Halbinsel sowie im Nordwesten Afrikas (Marokko, Algerien, Tunesien) vorkommt.

## Merkmale
Die bis zu 31 Zentimeter langen Tiere stehen den asiatischen Krokodilmolchen (Tylototriton) verwandtschaftlich recht nahe. Dies zeigt sich sowohl beim Paarungsverhalten als auch bei anatomischen und morphologischen Merkmalen wie beispielsweise exponierten Warzenreihen (Rippendrüsen) entlang der Rückenseiten. Darunter befinden sich Rippenspitzen, die bei beiden Gattungen gelegentlich sogar die Körperhaut durchbohren können.
Die Vorderextremitäten haben vier, die hinteren fünf Finger, die durch Schwimmhäute verbunden sind. Der Schwanz ist seitlich zusammengedrückt, aber niedriger als der Körper. Der Flossensaum ist schmal. Die Schwanzlänge übertrifft bei älteren Exemplaren die Körperlänge.

## Taxonomie
Die Gattung wurde 1830 von Karl Michahelles in seinem Beitrag Neue südeuropäische Amphibien in der Zeitschrift Isis von Oken beschrieben. Typusart ist der Spanische Rippenmolch (Pleurodeles waltl). Diese Art wurde von Michahelles nach Dr. Waltl benannt, der einige Exemplare aus Südspanien, wo sie in Brunnen häufig zu finden waren, nach München mitbrachte.

## Arten
- Pleurodeles nebulosus (Guichenot, 1850)
- Pleurodeles poireti (Gervais, 1835) – Poiretscher Rippenmolch
- Pleurodeles waltl Michahelles, 1830 – Spanischer Rippenmolch